# Зоза (Рудные горы)
Зоза (нем. Sosa) — бывшая коммуна в немецкой федеральной земле Саксония. С 1 января 2011 года входит в состав города Айбеншток.
Подчиняется административному округу Хемниц и входит в состав района Рудные Горы (район Германии). Население составляло на 31 декабря 2010 года 2045 человек. Занимает площадь 21,99 км². Официальный код — 14 1 91 310.